# Valentin Silvestru

Valentin Silvestru

Valentin Silvestru, nume real Marcel Moscovici (n. 20 octombrie 1924, Scânteia, județul Iași – d. 25 noiembrie 1996, București) a fost un teatrolog, prozator și dramaturg român, fiul Surei și al lui Isac Moscovici, constructor.

## Biografie
După mărturia scriitorului Valentin Silvestru din 1985, primii ani de școală i-a urmat în satul Scânteia, jud. Iași, avându-l ca învățător pe domnul Marian, un "Domnul Trandafir" al vremurilor sale. În iunie 1935 Valentin Silvestru a fost admis la Liceul Național Iași și repartizat în clasa I A, pentru anul școlar 1935-1936.
După absolvirea Liceului Național din Iași în 1942, urmează la București Facultatea de Litere și Filosofie, al cărei licențiat devine în 1949. Debutul în presă are loc în 1943, cu un articol despre Henrik Ibsen, publicat în ziarul „Ecoul", iar cel editorial în 1949, cu nuvela Trenul regal. Reporter la cotidienele „Victoria" (1944-1946) și „România liberă" (1946-1947), colaborează la „Contemporanul", unde în 1947 îi apare prima proză, intitulată Luminătorii satelor, trece redactor la „Rampa" (1947-1948) și „Flacăra" (1948-1950), scrie în „Lumea" (1946) lui G. Călinescu.
Ulterior se consacră aproape exclusiv teatrului, filmului și radioului. Director artistic al Studioului Cinematografic București (1950-1951), redactor-șef al publicației „Probleme de cinematografie" (1951-1953), profesor de estetică la Institutul de Teatru din București (1953-1959), șef al secției de artă și cronicar dramatic la „Contemporanul" (1954-1969), din 1969 până în 1992 este titularul cronicii dramatice la „România literară". Colaborează și la „Astra", „Ateneu", „Cronica", „Familia", „Ramuri", „Teatrul", „Tribuna", „Viața românească" etc. Pentru publicul larg se face cunoscut cu rubrica „Poșta veselă", pe care o susține ani de-a rândul în cadrul emisiunii „Unda veselă" la Radio București. A întemeiat prima catedră de critică teatrală și teatrologie în învățământul universitar românesc (1954), fiind timp de mai mulți ani, cel dintâi profesor (conferențiar) al acestei discipline la noi în cadrul Institutului de Artă Teatrală și Cinematografică „I.L. Caragiale” din București.
A scris scenarii radiofonice, pentru filme de televiziune (Arta conversației, 1975), documentare (despre Lucia Sturdza Bulandra, 1961), de desene animate (Căsuțe ascunse, 1961) sau artistice, folosind uneori propriile-i proze (Tufă de Veneția, 1975). Din mari scriitori spanioli și francezi, cum sunt Lope de Vega, Cervantes, Federico Garcia Lorca, Prosper Merimee, Anatole France, Aime Cesaire, a dat versiuni în limba română, mai ales pentru texte utilizate în spectacole teatrale.
A fost unul din inițiatorii Asociației Umoriștilor din România și al Festivalului bienal de umor de la Vaslui și președinte în juriul pentru teatru al Festivalului „Cântarea României". De asemenea, a fost membru al Asociației Internaționale a Criticilor de Teatru, a întemeiat și condus Fundația „Teatrul 21". I s-au decernat Premiul Asociației Oamenilor de Teatru și Muzică (1978) și Premiul Uniunii Scriitorilor pentru Elemente de caragialeologie (1979), precum și un premiu al Academiei Române pentru volumul colectiv Teatrul românesc contemporan (1975).

## Activitatea literară
Primele scrieri în proză ale lui Silvestru sunt total aservite canonului proletcultist, ilustrând mai mult decât obișnuitul compromis menit a face posibilă „trecerea" peste granița cenzurii. Nuvela Trenul regal și schițele din volumul Bordeiul de la Poarta Albă (1952) sunt scrieri de propagandă, de vehementă incriminare a regalității carliste în prima proză, de exaltare a noilor „realizări" (Canalul Dunăre-Marea Neagră etc.), dar și a „vigilenței", denunțului și calomniei (un text precum Cetățeanca Melinte Aneta e caracteristic) în culegerea de schițe.
Jurnalul cu file violete (1955) e menționabil numai pentru introducerea notei umoristice, fiindcă în rest conformismul se păstrează, acordat cu noile indicații, prin care se recunoaște că pe lângă „realizări" mai sunt și neajunsuri. De altfel, întreaga proză umoristico-satirică a lui Silvestru are această notă de acomodare și chiar de ocolire a strategiilor esopice și subversive. Faptul că în 1987 el lăuda încă „brigada artistică de amatori" ca formă spontană de umor popular este grăitor.
Odată cu volumul Glastra cu sfecle (1965), care include „microfoiletoane, momente și schițe vesele", gama tematică și de procedee se lărgește, iar tezismul propagandistic se atenuează. Prozatorul exploatează resursele umoristice ale cotidianului, faptul divers, savoarea dialogului, convențiile și stereotipiile, rutina și micul absurd existențial, noua birocrație, mita măruntă, nepotismul, micile compromisuri și imposturi, noul parvenitism (venal, totuși), noile variante ale mitocăniei etc.
O sursă de comic frecvent investigată este vorbirea (numeroase schițe au aspect de scenetă sau sunt colaje de scrisori, ca la I.L. Caragiale, luat ca model), cu amestecul de termeni comuni, colocviali, triviali ori sentimentali și de limbaj tehnic sau în genere neologistic (vorbirea în „radicale"), amintind și de seria cu Tanța și Costel a lui Ion Băieșu. Scenetele sunt plasate în noua geografie economică și socială (CAP-uri, întreprinderi de stat, ferme agricole, birouri, stații de autobuz, stațiuni de odihnă muncitorești, magazine, școli etc.). În mod obișnuit, aici comicul mizează pe efectul poantei și al contrarierii expectației și nu depășește, ca anvergură, nivelul agreabilului și al divertismentului. Proza scurtă instituie un univers caleidoscopic de care nu sunt străine nici scrierile teatrologului Silvestru. Majoritatea cărților sale sunt alcătuiri fragmentariste care au la bază activitatea prodigioasă a cronicarului dramatic.
Autorul se caracterizează cu exactitate: „menirea mea pe lume e să fiu gazetar". Partea tare a comentatorului de teatru nu e vocația teoretică și nici cea sistemică, ci o bună aplicare la textul dramatic și la tehnicile regizorale și actoricești, provenită dintr-un îndelungat și consecvent exercițiu de urmărire a fenomenului teatral curent din țară și, pe cât a fost posibil, din lume. De altfel, din călătoriile sale de documentare sau însoțind diverse trupe a ieșit o memorialistică nu lipsită de calități. Silvestru este un teatrolog cu o cultură respectabilă și cu o bună priză la text și la punerea în scenă.
Prima lucrare reprezentativă, Personajul în teatru (1966), propune și câțiva termeni insoliți, chiar dacă nu îndeajuns de tehnic definiți: „talentul personajului" (potențialul marilor personaje de a permite interpretări noi, în funcție de epocă, mediu sociocultural, talent regizoral și actoricesc) și „cultura rolului" (pregătirea culturală a actorului, cunoașterea epocii în care evoluează personajul interpretat etc.). Lucrările secvențe, deși dominate de același fragmentarism, pun premisele unor panorame care țin seama îndeobște de criteriul valorii - există și excepții: de exemplu, supralicitarea lui Aurel Baranga - și sunt deschise la inovație - studii despre teatrul experimental în Prezența teatrului (1968) și, tot aici, despre viziunea regizorală a lui David Esrig, iar cu altă ocazie despre Liviu Ciulei.
Istoria dramaturgiei și artei scenice românești din anii 1970-1990 nu poate neglija contribuția lui Silvestru la lucrarea Teatrul românesc contemporan, unde scrie capitolul Evoluția conceptelor teatrale, dar și paginile din Ora 19,30 (1983) sau Un deceniu teatral (1984), după cum istoria teatrului autohton de la începuturi până spre 1990 nu poate face abstracție de incursiunile sale în trecutul și prezentul dramei istorice. Notabil este Silvestru ca antologator, care resuscită interesul pentru dramaturgi și piese uitate, efortul recuperator fiind prezent în primul rând în articolele exegetice.La un an după dispariția lui Valentin Silvestru, în 1997 s-a organizat la Vaslui o manifestare comemorativ-omagială cu participarea unor mari personalitați ale vieții artistice din țară și a soției,Brândușa Zaița-Silvestru.
Astfel, în volumul Clio și Melpomena (1977), cea mai amplă secțiune, intitulată Piesa uitată, atrage atenția asupra unui repertoriu marginalizat sau de-a dreptul necunoscut, de la hasdeiana Răposahd postelnic la Vrăjitoarele lui Dimitrie Stelaru, trecând prin dramaturgia lui Iacob Negruzzi, I.L. Caragiale (Începem!), Al. Macedonski (Moartea lui Dante Alighieri), Barbu Delavrancea (A doua conștiință, piesă ibseniană, atipică în ansamblul operei scriitorului), Ion Minulescu, Caton Theodorian, Ion Agârbiceanu, Ion Luca, Dan Botta etc.
Un loc aparte între scrierile comentatorului îl ocupă cartea Elemente de caragialeologie, abordare modernă privind diagrama receptării, motivele operei (scrisoarea, semidoctismul, personajul care nu apare), dezbaterile nu o dată polemice pe marginea noilor montări ale pieselor (aparținând lui Liviu Ciulei, Lucian Pintilie, Lucian Giurchescu, Alexa Visarion), dar și cariera internațională a dramaturgului ori receptarea sinuoasă pe care a avut-o drama Năpasta etc.

## Distincții
- Medalia Muncii (15 ianuarie 1957) „cu ocazia împlinirii a 10 ani de la reapariția revistei «Contemporanul» și pentru merite deosebite în muncă”[5]

## Opera
- Trenul regal, București, 1949;
- Într-o noapte înstelată, București, 1951;
- Bordeiul de la Toarta Albă, București, 1952;
- Jurnalul cu file violete, București, 1955;
- O femeie aprigă, București, 1955;
- Din fotoliul spectatorului. Însemnări teatrale dintr-o călătorie în URSS, București, 1956;
- Teatrul Național „I.L. Caragiale" la Paris, București, 1957;
- Necazurile lui Șurubel (fabulă veselă pentru păpuși, în cinci întâmplări), București, 1959;
- Mâniosul, București, 1961;
- Întoarcerea Zânei Minunilor pe Pământ, București, 1962;
- Jules Cazaban, București, 1964;
- Suferințele Haralambinei, București, 1964;
- Glastra cu sfecle, București, 1965;
- Personajul în teatru, București, 1966;
- Prezența teatrului, București, 1968;
- Teatrul de păpuși în România (în colaborare cu Letiția Gâtză și Iordan Chimet), București, 1968;
- Tufă de Veneția, București, 1971;
- Spectacole în cerneală, București, 1972;
- 1.000 de ore în Spania, București, 1972;
- De ce râdeau gepizii..., București, 1973;
- Caligrafii pe cortină, București, 1974;
- Când plouă, taci și-ascultă..., București, 1974;
- Teatrul românesc contemporan (în colaborare), București, 1975;
- Zâna castraveților, București, 1976;
- Clio și Melpomena, București, 1977;
- Elemente de caragialeologie, București, 1979;
- Arta îmbrobodirii, București, 1982;
- Ora 19,30, București, 1983;
- Un deceniu teatral, București, 1984;
- Umorul popular românesc modern, București, 1987;
- Ce mai faci?, București, 1988;
- Umorul în literatură și artă, București, 1988;
- Birlic: o viață trăită pe scenă, București, 1991;
- Un bou pe calea ferată, Iași, 1992;
- Jurnal de drum al unui critic teatral (1944-1984), I, București, 1992;
- Oasele ca proprietate personală, București, 1993;
- Alexandru Giugariu, Vaslui, 1996;
- Praf și pulbere, București, 1996.

## Antologii
- Die Kamel, Berlin, 1976;
- Sub zodia comediei, I-II, Vaslui, 1976;
- Antologia piesei românești într-un act, introducerea editorului, I-IV, Cluj Napoca, 1979-1982.

## Ediții
- D.R. Popescu, Teatru, I-II, București, 1985-1987.

## Filmografie

### Scenarist
- Tufă de Veneția (1977) - în colaborare cu Petre Bokor